# Galeria Zapiecek
Galeria „Zapiecek” – galeria sztuki znajdująca się na niewielkim placu Zapiecek na Starym Mieście w Warszawie. Została założona w roku 1972 przez pierwszą marszand w powojennej Polsce Lucynę Kubica (1916-2006), która była potem wieloletnią szefową Galerii „Nowy Świat”, Galerii „Intraco II” oraz Galerii „N”, którą przejęła po niej córka, Ewa Bronikowska w ramach firmy Desa. Była pierwszą galerią w Polsce nastawioną na promocję i sprzedaż sztuki współczesnej. W 1991 przekształciła się z przedsiębiorstwa państwowego w spółkę z o.o. Prezentuje malarstwo, grafikę, rzeźbę, tkaninę, biżuterię, szkło.
Od września 1972 roku animatorką galerii jest Mirosława Arens. Dzięki jej staraniom wystawy w Galerii zaczęły skupiać prace wybitnych polskich artystów, między innymi Henryka Stażewskiego (abstrakcja geometryczna) i Tadeusza Brzozowskiego (abstrakcja typu informel). Za dobór wystaw i autorów „Zapiecek” otrzymał dwukrotnie nagrodę im. C. Norwida – za ekspozycje Jana Tarasina oraz Stasysa Eidrigevičiusa. Oba te pokazy dzięki inicjatywie Galerii, były prezentowane również poza jej siedzibą, w Londynie.
Oprócz kierowniczki, Mirosławy Arens, do zespołu opiekującego się galeria należą: Ewa Bednarska, Wanda Borys, Elżbieta Leszczyńska, Mariola Trabulsje i Andrzej Waszczuk.
Nadzwyczajne Zgromadzenie Wspólników podjęło w dniu 1 sierpnia 2013 r. uchwałę o likwidacji Spółki. Galeria Zapiecek zakończyła działalność w maju 2014 roku.

## Wystawy
- 2007 – Henryk Waniek, Jubileusz 35-lecia Galerii Zapiecek i wystawa prac prof. Stefana Gierowskiego
- 2006 – awangarda malarstwa polskiego lat 60.: Henryk Musiałowicz, Sophie Maslowski, Rafał Strent, Stanisław Wysocki, profesorowie i asystenci warszawskiej ASP, 13 spotkanie AMICI di Tworki, Rajmund Ziemski, Elżbieta Dzikowska, Ryszard Zając
- 2005 – Elżbieta Dzikowska, Piotr Turek, Jacek Rykała, Walter Liggesmeyer, Anita Graboś, Grzegorz Szkopowicz, Paulina Jaszczyk, Amici di Tworki, Victor Guirard, Krystyna Gucewicz, Ewa Stiasny, Joanna Sierko-Filipowska, Piotr Michnikowski, Małgorzata Żuk-Model i Jolanta Plieth
- 2004 – Mariola Jaśko i Mariusz Krawczyk, Jerzy Gnatowski, Jerzy Krzysztoporski, Maria Białynicka-Birula, Piotr Gawron i Stanisław Baj, Anna Dębska, Ryszard Zając, Michał Hrisulidis, Marian Nowiński, Wojciech Strzelecki, 10 lecie współpracy Galerii „ZAPIECEK” z Towarzystwem Przyjaciół Tworek
- 2004 – Galeria na wyjeździe? – wystawa prac Stanisława Wysockiego (w siedzibie Banku Rozwoju Eksportu – 15 września 2004)
- 2003 – Wojciech Sadley, Anna Żółtowska, wystawa zbiorowa 2003, Ryszard Pasikowski, Jerzy Kalina, Amici ci Tworki, dyplom 2003 – pracownia Jacka Rykały, Zofia Fortecka i Magda Fortecka
- 2002 – Andrzej Jarodzki, Stanisław Wysocki i Aleksander Dymitrowicz, Mariusz Stawarski, Joanna Sierko-Filipowska, Edward Lutczyn, 30-lecie Galerii „ZAPIECEK”, uroczysty jubileusz – 15 września 2002
- 2001 – Jacek Frankowski, Jacek Rykała, Tomasz Kawiak, Nika Strzemińska, Joanna Sierko-Filipowska, Małgorzata Krasucka, Andrzej Gieraga i Hanna Iglikowska, Dorota Dziekiewicz-Pilich, Barbara Guzik-Olszyńska, Piotr Michnikowski, Jan Niksiński, Wiesław Szamborski, Jan Wołek, Joanna Wiszniewska-Domańska, Krystyna Kaszuba-Wacławek
- 1993 – Podróże egzystencjalne, wystawa zbiorowa, Michał Hrisulidis, Christos Mandzios, Telemach Pilitsidis[1]